# Polonia w Algierii
Polonia w Algierii – ludność Algierii pochodzenia polskiego.

## Historia
Od połowy XIX wieku Polacy licznie przyjeżdżali do Algierii. Przybywali głównie z Francji i osiedlali się w większych miastach, m.in. w Algierze lub Oranie. Ta fala emigracji składała się w znacznej mierze z byłych powstańców, którzy zostali wygnani z ojczyzny przez Rosję, która w tym czasie była zaborcą Polski. Wśród emigrantów znalazł się np. oficer z Powstania Listopadowego Teofil Światopełk-Mirski czy syn Księcia Józefa, Józef Karol Poniatowski. Od lat sześćdziesiątych do końca lat osiemdziesiątych XX wieku do Algierii przybywali  także polscy lekarze, inżynierowie, naukowcy, aby współpracować z  nowo tworzoną administracją niepodległego już kraju. Obecnie Polonia w Algierii liczy ok. 400 osób (przy czym w 2007 roku było to 250 osób).

## Instytucje polskie
W Algierii działa Ambasada RP w Algierze. Oprócz tego na terenie kraju działa jedna instytucja polska - Zagraniczne Biuro Handlowe Polskiej Agencji Inwestycji i Handlu w Algierii.